# Corey Carrier
Corey Thomas Carrier (Middleborough, 20 agosto 1980) è un attore statunitense, attivo principalmente come attore bambino tra il 1985 e il 2000 e noto per aver interpretato Indiana Jones da bambino nella serie televisiva Le avventure del giovane Indiana Jones.

## Filmografia

### Cinema
- Le streghe di Eastwick (The Witches of Eastwick), regia di George Miller (1987)
- Gli uomini della mia vita (Men Don't Leave), regia di Paul Brickman (1990)
- Pubblifollia - A New York qualcuno impazzisce (Crazy People), regia di Tony Bill e Barry L. Young (1990)
- Il testimone più pazzo del mondo (My Blue Heaven), regia di Herbert Ross (1990)
- Più tardi al buio (After Dark, My Sweet), regia di James Foley (1990)
- Savage Land, regia di Dean Hamilton (1994)
- Un furfante tra i boyscout (Bushwhacked), regia di Greg Beeman (1995)
- Gli intrighi del potere - Nixon (Nixon), regia di Oliver Stone (1995)
- Le straordinarie avventure di Pinocchio (The Adventures of Pinocchio), regia di Steve Barron (1996)
- When the Time Comes, regia di Tracie Dean Ponder – cortometraggio (2000)

### Televisione
- Young People's Specials – serie TV, episodio 2x04 (1985)
- Morire per amore (When the Time Comes), regia di John Erman – film TV (1987)
- Un giustiziere a New York (The Equalizer) – serie TV, episodio 3x11 (1987)
- Cercate quel bambino (Bump in the Night), regia di Karen Arthur – film TV (1991)
- Le avventure del giovane Indiana Jones (The Young Indiana Jones Chronicles) – serie TV, 7 episodi (1992-1993)
- Treasure Island: The Adventure Begins, regia di Scott Garen – film TV (1994)
- Shock Treatment, regia di Michael Schultz – film TV (1995)
- Young Indiana Jones: Travels with Father, regia di Deepa Mehta e Michael Schultz – film TV (1996)